# 박형준 (1960년)
박형준(朴亨埈, 1960년 1월 19일~)은 대한민국의 정치인이다. 제38·39대 부산광역시장이다.
제17대 국회의원, 이명박 정부의 청와대 정무수석, 제28대 국회사무총장 등을 역임하였다. 2021년 부산광역시장 보궐선거에서 더불어민주당 김영춘 후보를 제치고 제38대 부산광역시장으로 당선되었고, 2022년 6월 제8회 지방선거에서도 재선되어 제39대 부산광역시장으로 재직한다.

## 생애
1960년 1월 19일 부산광역시 초량동에서 태어나, 어린 나이에 서울로 이사를 갔다. 1979년 고려대학교 사회학과에 입학한 그는 이듬 해 1980년 5월 서울의 봄 시기 민주화운동에 참여했다. 1980년 5월 17일, 박형준은 일명 '서울역 회군'으로 불리는 시청 앞 시위에 참여했다가 백골단이 발사한 최루탄에 눈을 맞아 수술을 받았고, 결국 근시 판정을 받았다. 1982년 대학 졸업 후 잠시 중앙일보 기자로 일하다가, 1985년 다시 고려대 석사과정에 입학하여 1992년 박사과정을 수료하였다. 1987년 6.10 항쟁 이후 진보주의 진영의 논객으로 활동하면서, 《창작과 비평》과 《현실과 과학》 등의 진보적 학술지에 기고하였다.
1990년 3월 이재오, 이우재, 장기표 등과 함께 진보정당인 민중당의 창당을 주도하였으며 민중당의 당 강령 역시 박형준이 초안을 작성하였다. 이듬 해인 1991년 동아대학교 사회학과 교수로 임명된 뒤 경제정의실현연합 부산본부에서 기획위원장을 맡았다. 90년대 초반까지 진보정당에서 활동하였으나, 1994년 문민정부의 정책기획자문위원으로 발탁되면서 민주자유당에 입당하였다. 민중당에서 함께 정치활동을 했던 이재오, 장기표 등도 문민정부의 개혁을 돕는다는 취지로 민자당에 합류하였다. 민주자유당은 이듬 해 신한국당으로 당명을 개정하고, 적극적인 개혁보수 행보를 보였으며 1995년에는 전두환, 노태우를 비롯한 신군부 인사들을 구속하여 사법처리하였다. 박형준은 이 시기부터 보수주의 진영에서 활동하였는데, 보수 진영 내에서도 대표적인 개혁보수계열의 인물로 손꼽히고 있다.
문민정부 종료 후 박형준은 다시 동아대학교로 돌아가 2003년까지 사회학과 교수로 재직하였다. 그러던 2004년, 제17대 국회의원 총선거에서 한나라당 후보로 부산 수영 을에 출마하여 당선되었다. 당내에서 오세훈, 홍준표, 원희룡, 남경필 등과 함께 소장파로 통하며 2005년부터 혁신위원회에서 활동하였다. 2007년 대통령 선거에서는 이재오와 함께 이명박 캠프에 합류하였고, 경선 과정에서 이명박 후보를 향한 BBK 의혹 등 여러 네거티브들을 적극적으로 방어하는 역할을 하였다. 이명박이 한나라당 대통령 후보로 확정된 뒤에는 이명박 대선 캠프에서 대변인을 지내며 선거운동을 지휘, 이명박은 정동영을 누르고 제17대 대통령으로 당선되었다.
2008년 제18대 국회의원 총선거에서 다시 한나라당 후보로 부산 수영 을에 출마하였으나, 친박 무소속 연대로 출마한 유재중 후보에 밀려 낙선하였다. 그러나 얼마 뒤 이명박 정부의 홍보기획관으로 발탁되며 내각에 들어갔고 이 후 이명박 정부에서 정무수석비서관, 대통령 사회특별보좌관을 내리 역임하며 친이계의 핵심 인물로 여겨졌다.
2012년 내각 퇴임 후 제19대 국회의원 총선거에서 과거 자신의 지역구였던 부산 수영 을에 출마하려고 계획하였다. 그러나 박근혜가 비대위 위원장으로 임명되면서, 친이계였던 박형준은 공천을 받지 못하고 탈락하였다. 공천 탈락 후 새누리당을 탈당, 무소속으로 출마하였으나 유재중 후보에게 밀려 또 다시 낙선하였다. 낙선 이후에는 새누리당으로 복당하지 않고, 동아대학교 교수로 복귀하였다. 2014년 9월부터 2016년 2월까지 제28대 국회 사무총장을 지냈다.
2017년에는 JTBC 《썰전》에 하차한 전원책 변호사의 후임으로 보수 진영의 논객으로 출연을 시작하였고, 썰전 종영까지 보수 진영의 논객으로 활동하였다. 썰전 종영 이후 동아대학교 교수로 일하며 야인생활을 하다가, 2021년 4월 열린 재보궐선거에서 국민의힘 후보로 부산광역시장 선거에 출마하여 당선되었다.

## 학력
- 서울숭덕국민학교 졸업
- 동국대학교 사범대학 부속중학교 졸업
- 대일고등학교 졸업
- 고려대학교 사회학과 문학사
- 고려대학교 대학원 사회학과 문학석사(학위논문명 - 구조주의계급론에 대한 연구 : Nicos poulants를 중심으로)
- 고려대학교 대학원 사회학과 문학박사(학위논문명 : 극소전자 자동화에 따른 노동과정의 변화)

## 경력
- 중앙일보 기자
- 대통령자문 정책기획위원회 위원
- 동아대학교 사회과학대 사회언론광고학부 사회학전공 교수
- 2004년 5월~2008년 5월 제17대 국회의원(부산 수영구/한나라당)
- 국회 투자활성화및일자리창출을위한특별위원회 위원
- 국회 문화관광위원회 위원
- 2007년 9월 한나라당 대변인
- 2007년 12월~2008년 2월 대통령직인수위원회 기획조정위원회 인수위원
- 2008년 6월~2009년 8월 대통령실 홍보기획관
- 2009년 9월~2010년 7월 청와대 정무수석
- 2011년 1월 대통령 사회특별보좌관
- 동아대학교 사회학과 교수
- 2014년 9월~2016년 6월 제29대 국회사무총장
- 새한국의 비전 원장
- 플랫폼 자유와 공화 공동의장
- 보수통합을 위한 혁신통합추진위원회 위원장
- 통합신당창당준비위원회 창당준비공동위원장
- 2020년 3월~2020년 4월 미래통합당 4·15총선 선거대책위원회 선대부위원장
- 2020년 3월~2020년 4월 미래통합당 4·15총선 김범수 용인정 국회의원 후보 후원회장
- 2021년 3월~2021년 4월 국민의힘 부산광역시장 후보
- 2021년 4월~2022년 6월 제38대 부산광역시장
- 2021년 5월~2022년 6월 제14대 전국시도지사협의회 부회장
- 2022년~2023년: 제3대 영남권 미래발전협의회 회장
- 2022년 7월~ 민선 8기 부산광역시장
- 한국상하수도협회 교육·홍보위원회 위원장
- 2023년 1월: 국회의장 직속 경제외교자문위원회 정부위원
- 2024 부산세계탁구선수권대회 조직위원회 공동 위원장
- 2024년 1월~2024년 12월: 제17대 전국시도지사협의회 회장
- 2024년 1월~2024년 12월: 대통령 직속 지방시대위원회 당연직위원

## 특징
- 운동권 참여 경력: 학생운동권 출신[4]
- 말誌 편집위원

## 저서
- 《21세기의 이해》(동아대학교출판부, 1997)
- 《현대사회와 윤리》(학문사, 1990)
- 《현대사회와 이데올로기》(동아대학교출판부, 1992)
- 《21세기를 위한 신국가경영의 논리》(박영률출판사, 1996)
- 《정보화의 문명사적 의미와 국가전략의 방향》(박영률출판사, 1996)
- 《현대노동과정론》(백산서당, 1991)
- 《21세기 프론티어》(길벗, 1994)
- 《규제협상의 적용방안에 관한 연구》(한국행정연구원, 2007)
- 《성찰적 시민사회와 시민운동》(의암출판문화사, 2001)

## 방송 출연
- JTBC 썰전 보수패널(2017년 7월 6일~2019년 3월 17일)

## 가족
- 배우자: 조현
- 자녀: 1남 1녀 (자녀 둘 다 결혼했다.)

## 역대 선거 결과
|  | 58.81% |

|  | 41.87% |

|  | 29.60% |

|  | 62.67% |

|  | 66.36% |

## 소속 정당
| 소속 정당 | 소속 정당  | 소속 기간 | 비고                |
| --------- | ---------- | --------- | ------------------- |
|           | 민중당     | 1990~1992 | 창당 정계 입문      |
|           | 무소속     | 1992~1994 | 정당 해산 정계 은퇴 |
|           | 민주자유당 | 1994~1995 | 입당 정계 복귀      |
|           | 신한국당   | 1995~1997 | 당명 변경           |
|           | 한나라당   | 1997~2009 | 합당                |
|           | 무소속     | 2009~2010 | 탈당                |
|           | 한나라당   | 2010~2012 | 복당                |
|           | 새누리당   | 2012      | 당명 변경           |
|           | 무소속     | 2012~2020 | 탈당                |
|           | 미래통합당 | 2020      | 복당                |
|           | 무소속     | 2020      | 탈당                |
|           | 미래한국당 | 2020      | 입당                |
|           | 무소속     | 2020      | 탈당                |
|           | 미래통합당 | 2020      | 복당                |
|           | 국민의힘   | 2020~현재 | 당명 변경           |

## 같이 보기
- 수영구 (선거구)
- 부산 수영구의 국회의원
- 대한민국의 국회사무총장
- 대한민국의 대통령비서실 수석비서관
- 부산광역시장